# 母衣暮露滝
母衣暮露滝（ぼろぼろだき）は、徳島県吉野川市美郷にある川田川に懸かる滝。落差は約30m。とくしま水紀行50選選定。

## 地理
吉野川市美郷を流れる川田川上流に懸かる滝で、結晶片岩の大きな断崖の上から滝水が雪の降るように落下し、途中から飛沫となって散るのが特徴である。春は岩つつじ、初夏は新緑、秋は紅葉、冬は氷雪等と四季を通じて景観が楽しめる。
滝の裾には不動明王が祀られており、真福寺の奥の院としている。

## 交通
- JR徳島線阿波山川駅より車で約40分。
- 徳島自動車道「土成インターチェンジ」より車で約1時間。